# Gunborg Åhling
Gunborg Maria Åhling, född den 16 juli 1936, svensk orienterare som blev världsmästarinna i stafett 1966 och tog brons i stafett på nordiska mästerskapen 1969 och 1971.
Under och efter den internationella orienteringskarriären gymnasielärare i Filipstad, och länge aktiv orienterare i Filipstads OK.